# Far from Refuge
Far from Refuge – trzeci album album studyjny (a czwarty w dorobku) irlandzkiej grupy muzycznej God Is an Astronaut.

## Lista utworów
Wydanie z 2007 roku:
1. Radau - 5:52
2. Far from Refuge - 6:54
3. Sunrise in Aries - 4:24
4. Grace Descending - 5:32
5. New Years End - 4:19
6. Darkfall - 3:43
7. Tempus Horizon - 5:09
8. Lateral Noise - 1:53
9. Beyond the Dying Light - 5:40

## Twórcy
Torsten Kinsella - kompozytor, inżynier, gitary, klawisze, mixing, wokal